# Голубой лотос
О комиксе см. Голубой лотос (Тинтин)
Кувшинка голубая (лат. Nymphaea caerulea) — водное растение семейства Кувшинковые, вид рода Кувшинка произрастающее в Восточной Африке (от долины Нила до крайнего юга континента), Индии и Таиланде.

## Биологическое описание
Голубой лотос — это многолетнее водное корневищное растение.
Листья крупные, до 40 см диаметром.
Цветки крупные, диаметром 15—20 см голубые, с характерным сладковатым запахом. Они поднимаются на длинных цветоножках над поверхностью воды. Чашечка цветка четырёхчленная. Чашелистики снаружи зелёные, с внутренней стороны белые или бледно-голубые. Многочисленные голубые спирально-расположенные лепестки несколько короче чашелистиков. Цветки голубого лотоса обычно раскрываются вечером и закрываются рано утром.

## Химический состав
Различные источники сообщают о наличии в растении алкалоидов апорфина, апоморфина и нуциферина.

## Использование
Лепестки голубого лотоса использовались для изготовления духов. Настой цветков и листьев растения обладает мягкими психоактивными (точнее седативными) свойствами, благодаря чему в Древнем Египте часто использовался в ритуальных целях, а само растение считалось священным. Его стилизованное изображение очень часто встречается на монетах, колоннах и могильных плитах Древнего Египта.
В современном мире цветки и листья используются для изготовления различных напитков (чаи, вина и ликёры) и курительных смесей. Чаи приготавливаются путём кипячения частей растения в воде в течение 10—20 минут. Вина и ликёры на основе голубого лотоса получают путём настаивания цветков или листьев растения в первичной спиртосодержащей жидкости в течение довольно длительного времени (вплоть до трёх недель).

## Правовой статус
Согласно постановлению Правительства РФ от 31 декабря 2009 года цветки и листья голубого лотоса были включены в Перечень наркотических средств, список I (Список наркотических средств и психотропных веществ оборот которых запрещён в соответствии с законодательством Российской Федерации и международными договорами Российской Федерации). В ноябре 2010 года запрет был перенесен из Списка I в отдельный перечень, «Перечень растений, содержащих наркотические средства или психотропные вещества либо их прекурсоры и подлежащих контролю в Российской Федерации».
|                                                                                      |  |
| Цветки голубого лотоса. Слева дикорастущий. Справа культурный сорт King of the Blues |  |